# Quianiaga
Quianiaga (Kianyaga) é uma localidade do Quênia situada na antiga província Central, no condado de Quiriniaga. De acordo com o censo de 2019, havia 2 974 habitantes.